# اس‌اس ساویا
اس‌اس ساویا (به انگلیسی: SS Savoia) یک کشتی بود که طول آن ۳۹۱ فوت (۱۱۹٫۱۸ متر) بود. این کشتی در سال ۱۹۲۲ ساخته شد.